# Липівська сільська рада (Рогатинський район)
| Липівська сільська рада — орган місцевого самоврядування у Рогатинському районі Івано-Франківської області з адміністративним центром у с. Липівка. 9 березня 1960 р. Станіславський облвиконком ухвалив рішення про приєднання Підгородянської сільради — до Липівської. Історична дата утворення: в 1977 році. Івано-Франківська обласна рада рішенням від 21 грудня 2007 року у Рогатинському районі перенесла центр Воронівської сільради з села Воронів в село Липівка і перейменувала Воронівську сільраду на Липівську. Водоймища на території, підпорядкованій даній раді: річка Гнила Липа. |

## Населені пункти
Сільській раді підпорядковані населені пункти:
- с. Липівка
- с. Воронів
- с. Кривня

## Склад ради
Рада складається з 17 депутатів та голови.

### Керівний склад ради
| ПІБ                         | Основні відомості                                                 | Дата обрання | Дата звільнення |
| --------------------------- | ----------------------------------------------------------------- | ------------ | --------------- |
| Пархуць Володимир Дмитрович | Сільський голова, 1969 року народження, освіта, безпартійний      | 26.03.2006   | 31.10.2010      |
| Іванців Іван Іванович       | Сільський голова, 1958 року народження, освіта вища, безпартійний | 31.10.2010   |                 |

Примітка: таблиця складена за даними джерела